# 謝德爾采省 (俄羅斯帝國)
謝德爾采省（俄语：Седлецкая губерния）是波蘭會議王國的一個省，位於王國的東部。面積12,580.8平方俄里，1897年人口772,146人。首府謝德爾采。
1867年自華沙省和盧布林省分出，為昔日波德拉謝省之地。下轄八縣。1912年為盧布林省、沃姆札省和海烏姆省所分。